# جوسيف بيرتالان
جوسيف بيرتالان (بالألمانية: Josef Bertalan)‏ هو لاعب كرة قدم نمساوي، ولد في 29 سبتمبر 1934. شارك مع منتخب النمسا لكرة القدم. أما مع النوادي، فقد لعب مع رابيد فيينا.

## وصلات خارجية
- جوسيف بيرتالان على موقع قاعدة بيانات كرة القدم.إي يو (الإنجليزية)